# Джексон Тауншип (округ Лузерн, Пенсільванія)
Джексон Тауншип (англ. Jackson Township) — селище (англ. township) в США, в окрузі Лузерн штату Пенсільванія. Населення — 4631 особа (2020).

## Демографія
Згідно з переписом 2010 року, у селищі мешкало 4646 осіб у 983 домогосподарствах у складі 766 родин. Було 1031 помешкання
Расовий склад населення:
| - 70,8 % — білих - 25,0 % — чорних або афроамериканців - 1,2 % — азіатів - 0,1 % — корінних американців - 2,5 % — осіб інших рас |

До двох чи більше рас належало 0,5 %. Частка іспаномовних становила 5,0 % від усіх жителів.
За віковим діапазоном населення розподілялося таким чином: 11,5 % — особи молодші 18 років, 77,7 % — особи у віці 18—64 років, 10,8 % — особи у віці 65 років та старші. Медіана віку мешканця становила 41,7 року. На 100 осіб жіночої статі у селищі припадало 257,9 чоловіків;  на 100 жінок у віці від 18 років та старших — 301,1 чоловіків також старших 18 років.
Середній дохід на одне домашнє господарство  становив 122 031 долар США (медіана — 89 667), а середній дохід на одну сім'ю — 130 719 доларів (медіана — 107 422). За межею бідності перебувало 4,3 % осіб, у тому числі 6,9 % дітей у віці до 18 років та 3,1 % осіб у віці 65 років та старших.
Цивільне працевлаштоване населення становило 1247 осіб. Основні галузі зайнятості: освіта, охорона здоров'я та соціальна допомога — 28,5 %, роздрібна торгівля — 13,2 %, виробництво — 13,1 %.